# Lynette Love
Lynette Love (21 de septiembre de 1957) es una deportista estadounidense que compitió en taekwondo. Ganó dos medallas de oro en el Campeonato Mundial de Taekwondo en los años 1987 y 1991, y cuatro medallas de oro en el Campeonato Panamericano de Taekwondo entre los años 1982 y 1990.

## Palmarés internacional
| Campeonato Mundial      | Campeonato Mundial    | Campeonato Mundial | Campeonato Mundial |
| Año                     | Lugar                 | Medalla            | Categoría          |
| ----------------------- | --------------------- | ------------------ | ------------------ |
| 1987                    | Barcelona (España)    | Medalla de oro     | +70 kg             |
| 1991                    | Atenas (Grecia)       | Medalla de oro     | +70 kg             |
| Campeonato Panamericano |                       |                    |                    |
| Año                     | Lugar                 | Medalla            | Categoría          |
| 1982                    | Ponce (Puerto Rico)   | Medalla de oro     | +67 kg             |
| 1986                    | Guayaquil (Ecuador)   | Medalla de oro     | +70 kg             |
| 1988                    | Lima (Perú)           | Medalla de oro     | +70 kg             |
| 1990                    | Bayamón (Puerto Rico) | Medalla de oro     | +70 kg             |